# Os trapezoideum
Het os trapezoideum of klein veelhoekig been is een van de acht handwortelbeentjes. Het is gelegen in de distale rij van handwortelbeentjes, lateraal van het os capitatum (hoofdvormig been) en mediaal van het os trapezium (groot veelhoekig been).
Het botje kenmerkt zich door een wigvorm, waarvan de brede zijde zich aan de dorsale zijde en de smalle zijde zich aan de handpalmzijde bevindt. De vier gewrichten van het bot met omliggende beenderen maken scherpe hoeken met elkaar.

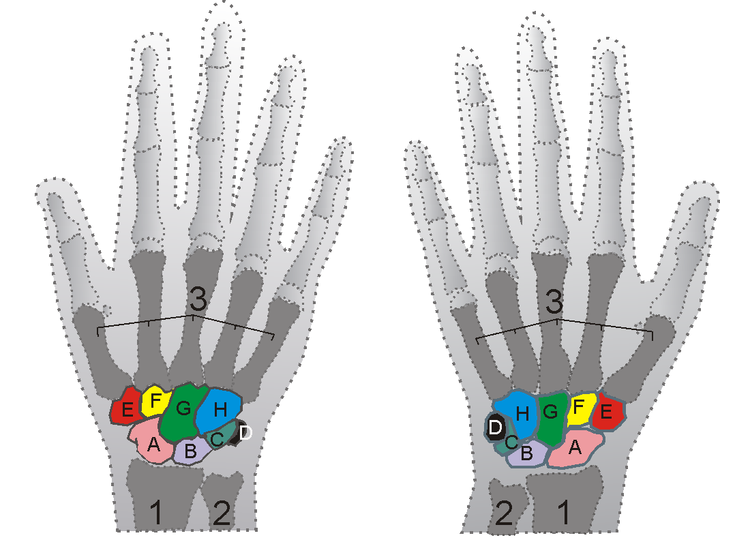
Handwortelbeentjes
Proximaal: A=Os scaphoideum, B=Os lunatum,
C=Os triquetrum, D=Os pisiforme
Distaal: E=Os trapezium, F=Os trapezoideum,
G=Os capitatum, H=Os hamatum